# Luis Quevedo
Luis Quevedo (nacido el 2 de diciembre de 1981 en Barcelona, España) es periodista, productor y presentador de televisión de habla hispana galardonado internacionalmente. 
Es conocido en España por formar parte del equipo creador del programa de La 2 de TVE Tres14 y producir el documental En busca del primer europeo. En Estados Unidos y América Latina es conocido por ser el creador del podcast Science Friday en español junto al decano de la radio científica en EE. UU., Ira Flatow, y por dirigir y presentar CST - Ciencia, Salud y Tecnología, el informativo global de ciencia y tecnología en el canal NTN24.

## Comienzos
Estudió biotecnología en la Universidad Autónoma de Barcelona y más tarde realizó un máster Comunicación en la Universidad Pompeu Fabra. Comenzó su trayectoria profesional con Eduard Punset en REDES donde fue productor y guionista y, más tarde, en 2007 fue uno de los creadores del programa Tres14 donde además fue presentador en las temporadas 2008 y 2014.
El 6 de enero de 2011 se estrena su documental "En Busca del Primer Europeo" del que fue productor, director, guionista y presentador, junto al célebre arqueólogo y codirector de las excavaciones de los yacimientos de la sierra de Atapuerca, Eudald Carbonell. En esta obra el Dr. Carbonell acompaña a Luis en un road trip por diversos escenarios, yacimientos y museos de la evolución humana en África, Asia y Europa.
El 30 de septiembre de 2016 se estrena en rtve su documental En busca del futuro perdido

## En Estados Unidos
Se traslada a la ciudad de Nueva York, donde en 2011 se incorpora al equipo de producción Science Friday de la emisora NPR con Ira Flatow como director. Fue pionero en la creación del podcast Science Friday (SciFri) en español, donde destaca como referente de divulgación científica para hispanohablantes.
En 2012 se hace Managing Director del Imagine Science Films Festival de New York donde desarrolla la producción del festival y colabora en la producción de un largo escrito y dirigido por el realizar franco-venezolano Alexis Gambis, The Fly Room.

En 2013 se convierte en el director y presentador del programa de actualidad de ciencia y tecnología CST - Ciencia, Salud y Tecnología del canal internacional de noticias NTN24. Se convierte así en un reconocido divulgador de la ciencia en español también en América Latina.
Durante su etapa estadounidense empieza a colaborar con el diario español El Mundo en las secciones de ciencia, salud e internacional.
En Estados Unidos trabaja como formador y preparador en comunicación de la ciencia en inglés y español, publica un manifiesto por la Comunicación Culturalmente Relevante para los hispanohablantes en EE. UU.

## Emprendedor del podcast en español

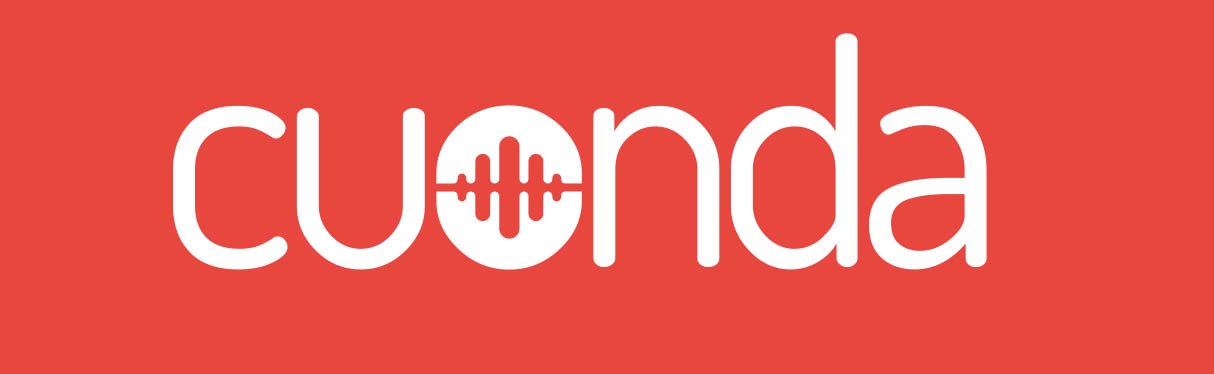
Cuonda es la primera plataforma global de podcast en español.

Tras la experiencia acumulada en NPR y Science Friday y ante la exuberancia del mercado del podcast norteamericano, Luis funda, junto a los periodistas Ana Ormaetxea y Ángel Jiménez, Cuonda, la primera plataforma global de podcast en español. Cuonda adapta las mejores prácticas del mercado estadounidense al iberoamericano y lanza una comunidad de podcasts de la gran calidad de producción y contenido, utilizando el cross-promotion y un equipo comercial dedicado. Cuonda cuenta con el apoyo de reconocidos nombres del podcasting, el periodismo y el emprendimiento digital como Alex Blumberg, Jeff Jarvis, Silvina Moschini o Carlos Serrano. En 2018 produce, junto al equipo de Cuonda, el reconocido podcast  Las Tres Muertes de mi padre, del periodista Pablo Romero por el que ganan el Premio Ondas 2018 al mejor Podcast.

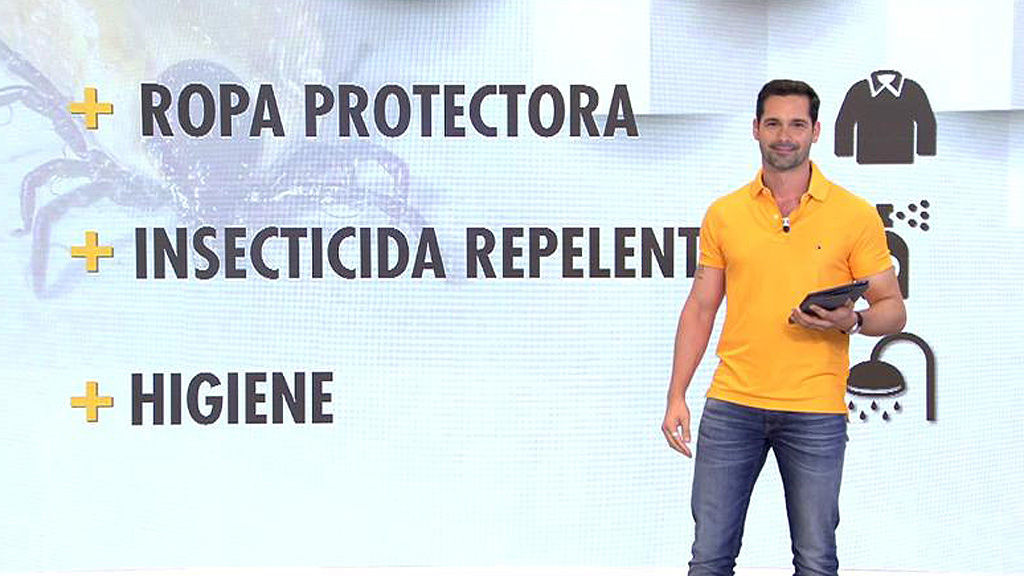
Luis Quevedo, presentando consejos científicos en Ya Es Mediodía, en Telecinco.

## Regreso a España
En 2018 regresa a España, ficha por Telemadrid como presentador de Mundo Madrid, un formato producido por Catorce. Más tarde se incorpora en Ya es mediodía, el nuevo programa veraniego de Telecinco, liderado por la periodista Sonsoles Ónega y producido por Unicorn. En octubre de 2018 arranca la producción de un nuevo formato de ciencia para Telemadrid junto a la productora de Ferran Colom, Abordar, titulado La Otra Ciencia, un formato de una hora que trae los grandes temas de la ciencia al nivel de las preocupaciones cotidianas de los ciudadanos.

## Premios y reconocimientos
- Ganador del Premio al mejor trabajo en Ciencias Humanas, Sociales, Jurídicas y Económicas en la Bienal Internacional de Cine Científico de Ronda, en Málaga, 2014.[8]

- Premio Prismas de Casa de las Ciencias (La Coruña) a la mejor obra de divulgación audiovisual, 2011.[9]

- Medalla de Oro en el World Media Festival de Hamburgo, 2012.[10]

- Premio Especial del Jurado en Docscient Roma, 2011.[11]
- Ganador del ‘Proud to present in Science and technology” en el Eurovision Summit 2012.
- Medalla de Oro en el New York Festivals, Documental de Ciencia, 2013.[12]
- Finalista en categoría documental en el Festival de Cine de Zaragoza, 2012.
- Ganador de la DiverseScholar[13] fellowship de la National Association of Science Writers, 2015.

## Obras
- En busca del primer europeo[1]
- En busca del futuro perdido
- El Método, un pódcast objetivamente personal[14]

- Science Friday en español
- The Social Gradient Podcast[15]
- La Otra[7]